# Браян Мендоса
Браян Мендоса (на испански: Bryan Mendoza) е аржентински футболист, който играе на поста десен бек. Състезател на Ботев (Враца).

## Кариера
На 9 август 2019 г. Мендоса подписва с Ботошани. Дебютира на 21 октомври при победата с 0:3 като гост на Политехника Яш.

### Ботев Враца
На 8 юли 2022 г. Браян е обявен за ново попълнение на врачанския Ботев. Прави дебюта си на 11 юли при загубата с 2:1 като гост на Берое.

## Успехи
Баракас Сентрал
- Примера Б Метрополитана (1): 2018/19